# Jacques Merquey

a Compétitions nationales et continentales officielles uniquement.

b Matchs officiels uniquement.
Jacques Merquey, né le 26 septembre 1929 à Souillac (Lot), est un joueur international français de rugby à XV et de rugby à XIII dans les années 1940 à 1960.
Baigné par le rugby à XV dans sa jeunesse à Souillac où il y intègre le club de l'U.S. Souillac, Jacques Merquey au talent précoce est repéré et s'engage au Stade cadurcien puis une année plus tard au RC Toulon. Il côtoie aussitôt à ses vingt ans la sélection française et prend part au Tournoi des Cinq Nations 1950 nommé par le comité de sélections composé par Roger Lerou, Adolphe Jauréguy et René Crabos.
Six mois plus tard, le club du code de rugby rival de RC Marseille, club de rugby à XIII, le convainc alors de changer de code de rugby lui permettant d'allier ses études en pharmacie. Durant trois années, il joue les premières places du classement avec ses coéquipiers Jean Dop, André Béraud et Raoul Pérez, et découvre la sélection française de rugby à XIII. En 1953, il rejoint le club du SO Avignon d'A. Béraud, Paul Césard, Jean Rouqueirol et André Savonne et y remporte deux Coupe de France en 1955 et 1956. Après une année au Bataillon de Joinville en 1957-58, il termine sa carrière à l'US Villeneuve aux côtés d'Antoine Jimenez, Jean Foussat, Jacques Dubon et Jean-Pierre Clar remportant le Championnat de France en 1959 et 1964.
Centre référence des années 1950, tout aussi à l'aise au poste de demi d'ouverture, Jacques Merquey a marqué l'histoire de l'équipe de France de rugby à XIII près de dix années, prenant même le rôle de capitaine, et remporte les titres de Coupe d'Europe des nations en 1951 et 1952, participe à la finale de la Coupe du monde en 1954, et effectue les tournées de l'équipe de France en Australie et Nouvelle-Zélande en 1951 et 1955.

## Biographie

### Enfance, jeunesse et débuts en rugby à XV à l'U.S. Souillac et au Stade carducien
Jacques Merquey naît le 26 septembre 1929 à Souillac (Lot). Son père, Paul Merquey (né le 12 juillet 1900 à Baladou et mort le 15 juillet 1968 à Souillac) est restaurateur et sa mère s'appelle Aurélie Constant (née le 28 décembre 1903 à Borrèze et morte le 29 juillet 1992 à Avignon), ils tiennent un café à Souillac. Il a deux sœurs prénommées Paulette (1924-2016) et Danielle.
Né à Souillac, Jacques Merquey s'adonne qu'à partir de ses seize ans au rugby à XV dans sa ville natale de Souillac au club de l'U.S. Souillac, et dispute pour dépanner une rencontre de Coupe de France de rugby à XIII avec le Cahors XIII. Alliant ses études et les performances au rugby à XV, il rejoint lors de la saison 1948-1949 le Stade cadurcien tout en étant scolarisé au lycée de Cahors pour le baccalauréat philo-sciences comprenant son équipe de rugby à XV dénommée la « Quercynoise »,. Dans le club de Cahors sous la houlette de M. Bernatas, il prend part au Championnat de division inférieure nommé « Division d'honneur » mais affronte cette-saison-là le grand Stade toulousain en Coupe de France 1948-1949 en s'inclinant 29-6. Ses performances en club où il se fait remarquer par le fort nombre d'essais inscrits interpellent alors grandement les sélectionneurs de l'équipe de France dont Henri Galau qui décident en mars 1949 de le sélectionner en équipe de France B pour affronter l'Italie. Cela amène de nombreux clubs à se renseigner sur lui que cela soit de rugby à XV - Stade toulousain - ou de rugby à XIII - Toulouse olympique XIII. Cette rencontre France B - Italie est marquée par la révélation de J. Merquey au niveau national, il y inscrit un essai dans une rencontre pour une victoire 27-0. En fin de saison, à la suite de l'obtention de son baccalauréat, il désire poursuivre des études en pharmacie et doit pour cela rejoindre une grande faculté, plusieurs destinations s’offrent à lui- Paris, Toulouse et Aix-en-Provence. Les médias annoncent son départ et avancent de nombreuses destinations tels que le Paris U.C., le Stade français et le Stade toulousain. Le choix de J. Merquey est lié à son avenir dans les études et celui-ci privilégie des études en pharmacie, le R.C. Toulon semble répondre en ce sens et propose également en complément la tenue d'une rencontre de propagande contre le club du Stade carducien. Fin août, il est finalement annoncé que le R.C. Toulon obtienne sa signature permettant au joueur de poursuivre ses études de pharmacie sur la ville de Marseille tout en jouant sous le maillot toulonnais.

### 1949-1950: Passage au R.C. Toulon et obtention de la qualité d'international français de rugby à XV
Lors de cette saison 1949-1950, le R.C. Toulon ambitionne pour jouer les premiers rôles en Championnat de France en comptant sur les grands espoirs placés en ses centres Jacques Merquey et Joseph Galy, rappelant les grands souvenirs d'avant-guerre laissés au club toulonnais par Léopold Servole et Marcel Baillette. En novembre 1949, J. Merquey est appelé en match de sélection de l'équipe nationale à Vienne (Isère). Incorporé dans l'équipe de France B aux côtés de son coéquipier Léon Bordenave, et avec Marcel Bodrero sur le banc. La sélection « France A » remporte la rencontre 12-5 dans une rencontre où Roger Arcalis s'y révèle et J. Merquey est auteur d'un essai. Rebelote quelques semaines plus tard au stade Mayol de Toulon, au cours d'une rencontre où J. Merquey, toujours en sélection France B, semble être la révélation centre tant attendue. J. Merquey, malgré son jeune âge, fait sensation au cours de cette rencontre, remporté par la sélection France A seulement 15-14, et emporte l'adhésion à un possible statut de titulaire dans le XV de France dans l'optique du Tournoi des Cinq Nations.
Groupe de l'équipe de France :
Cela est confirmé par le début de l'année 1950 où aucun centre ne parvient à infléchir la tendance, et J. Merquey est sélectionné pour la première rencontre du Tournoi face l’Écosse prévue le 14 janvier 1950 à Edimbourg, unique toulonnais dans le XV titulaire de l'équipe de France. Battue 8-5, J. Merquey inscrit tout de même un essai et laisse une excellente impression. De nouveau sélectionné pour la seconde rencontre du 28 janvier 1950 au stade olympique de Colombes face à l'Irlande, J. Merquey est l'une des armes offensives de ce XV de France, accompagné lors de cette rencontre d'un autre Toulonnais Firmin Bonnus. Résultat nul de 3-3, le France n'a pas su prendre le dessus laissant l'Irlande égaliser à la dernière minute. Les sélectionneurs hésitent à renouveler, avant de se raviser, J. Merquey pour la rencontre face à l'Angleterre du 25 février 1950 malgré ses bonnes performances. La France remporte le match 6-3 avec deux essais de Jean Pilon et Fernand Cazenave. Pour la dernière rencontre face au pays de Galles, seule nation invaincue de cette édition, l'équipe de France renouvelle sa confiance en J. Merquey. Toutefois, la sélection est amputée de Jean Prat, sorti avant la mi-temps pour blessure (les remplacements ne sont pas autorisés), et est sévèrement battue 21-0 à Cardiff dans une rencontre où J. Merquey rate l'occasion d'un essai à la 20e minute en oubliant sur son aile Maurice Siman alors que le score est encore 0-0.
Parallèlement, la saison du R.C. Toulon ne rencontre pas le succès espéré, avec des éliminations précoces en Coupe de France 1950 face au Stade montois 10-3 et en Championnat de France 1950 face à l'U.S. Carmaux. Dans cette dernière, le club toulonnais avait dominé sa poule en ne subissant qu'une unique défaite face à l'A.S. Soustons lors de la dernière journée après avoir remporté tous ses matchs et terminé premier de sa poule devant l'A.S. Soustons, le Biarritz olympique, le C.A. Périgueux, le S.C. Graulhet et le S. Lavelanet. Le R.C. Toulon affronte le modeste U.S. Carmaux en seizième de finale, difficile quatrième de sa poule E, et subit une défaite inattendue 6-5 en étant tenu en échec sur ses avants et voyant ses arrières malmenés

### 1950-1964: Vedette et centre référence du rugby à XIII français

#### 1950-1953: Jacques Merquey rejoint le R.C. Marseille

##### 1950-1951: Première saison marseillaise et première cape française
De nombreuses discussions émanent dans la presse sur la possibilité du passage de Jacques Merquey au rugby à XIII. Effectuant ses études de pharmacie sur Marseille et désirant sécurisant son avenir professionnel, J. Merquey n'est pas insensible par l'intérêt porté par le R.C. Marseille soutenu par Paul Ricard, créateur du pastis Ricard, qui finance le club marseillais. Centre d'avenir du XV de France, un départ de cet élément prometteur peut être un coup dur pour les instances de rugby à XV. J. Merquey réserve sa réponse à la rentrée de septembre pour se donner un temps de réflexion entre l'offre marseillaise et la reprise de la saison au R.C. Toulon. Finalement, il annonce mi-septembre son passage au rugby à XIII et signe en faveur du R.C. Marseille, il fait partie des quelques noms à franchir le rubicon en cette période avec Jean Lassègue, Roger Ferrien, Armand Balent, Tresarieu et Albert Torrens. Ce transfert fait sensation dans le monde du rugby, le rugby à XV par l'intermédiaire du club Mazamet, soutenu par l'industrie de la laine, ayant proposé une surenchère dans cette même période pour éviter le départ de J. Merquey en rugby à XIII. Les négociations sont du ressort de la mère de J. Merquey puisque celui-ci est toujours mineur. Aux côtés de joueurs bien installés dans le R.C. Marseille, finaliste du dernier Championnat de France, tels que Jean Dop, André Rouzaud, François Rinaldi et Paul Poncet, J. Merquey fait ses débuts sous le maillot marseillais le 24 septembre 1950 face au R.C. Carpentras pour une victoire 12-7 où il marque un essai, et fait dire à la presse que « le Merquey XIII sera supérieur au Merquey XV ».
Son début de saison laisse ainsi de grandes espérances et rapidement son nom est évoqué pour intégrer l'équipe de France de rugby à XIII qui débute la Coupe d'Europe des nations 1951 par un déplacement en Angleterre mi-novembre. Sa convocation pour une première cape est ralentie par une blessure à la cheville et un reprise de ses études de pharmacie à la Faculté de Marseille, lui-même stipulant de pas avoir prévu son pic de forme si tôt dans la saison. Par ailleurs, le rugby à XIII français possède une forte concurrence à ce poste avec Joseph Crespo, Jep Maso, Frédéric Trescases, Louis Llari et Odé Lespès. En début de saison 1951, la Fédération française de jeu à XIII confirme l'organisation pour l'été 1951 de la première tournée de l'équipe de France en hémisphère sud (Australie et Nouvelle-Zélande) et le nom de J. Merquey est cité pour y prendre part et voit son nom confirmé dans la liste des vingt-sept joueurs sélectionnés pour la tournée en mars 1951 avec ses coéquipiers J. Dop, Guy Delaye, Maurice André, François Rinaldi et André Béraud.
Composition de l'équipe de France :
Au club du R.C. Marseille, J. Merquey aligne de nombreuses belles performances et prend part à la bonne saison du R.C. Marseille en lice pour les deux titres nationaux - Championnat et Coupe. Malgré une élimination en quarts de finale de la Coupe de France contre l'A.S. Carcassonne, J. Merquey est la semaine suivante titularisé pour l'ultime rencontre de la Coupe d'Europe des nations face au pays de Galles disputée au stade Vélodrome de Marseille le 15 avril 1951, où il est présenté comme le « créateur de jeu que la Ligue attend » et est placé au côté de l'ailier O. Lespès. Cette rencontre en cas de victoire française, sous réserve d'améliorer la différence de points marqués/encaissés, permettrait à celle-ci de remporter le titre. De cette rencontre, disputée au stade Vélodrome de Marseille, la presse surnomme son atout offensive de « carré magique » composé de « Carrère-Galaup-Crespo-Merquey » et voit la France s'imposer 28-13 avec trois essais inscrits par Raoul Pérez. J. Merquey s'adjuge ainsi son premier titre de Coupe d'Europe.
Il termine sa saison en Championnat de France, affrontant le XIII Catalan de Perpignan à Lyon. Battu deux fois par les Catalans lors de la saison régulière, les Marseillais ne sont pas favoris de cette demi-finale. Privés de leur demi de mêlée J. Dop, les Marseillais s'inclinent seulement 10-8 malgré la performance de J. Merquey, meilleur attaquant marseillais sur cette rencontre.

##### 1951: tournée triomphale de l'équipe de France en Australie
Groupe de la tournée de l'équipe de France :
Début avril 1951, Jacques Merquey est annoncé dans la liste des 27 joueurs sélectionnés par la fédération française pour prendre part à la Tournée de l'équipe de France en 1951.
Au départ de Marseille, les joueurs de l'équipe de France sont encadrés par le directeur de la tournée Antoine Blain accompagné des entraîneurs Jean Duhau et Robert Samatan, et prennent le départ via un avion quadrimoteur spécialement aménagé pour leur transport qui les emporte en direction de Sydney via des escales à Rome, le Caire, Karachi, Calcutta, Singapour, Jakarta et Darwin.
Une fois arrivée en Australie, l'équipe de France dispute de nombreux matchs amicaux contre des équipes et sélections locales avant d'affronter l'Australie dont la première rencontre est un amical programmée le 11 juin 1951 à Sydney. Titulaire pour le premier test-match contre l'Australie au poste de centre, J. Merquey prend part au succès français de ce premier test 26-15 devant plus de 60 000 spectateurs au Sydney Cricket Ground de Sydney. Essayé au poste de demi d'ouverture au cours de rencontres amicales, J. Merquey présente un polyvalence qui plaît à l'encadrement. Ainsi, lors du second test programmé le 30 juin contre ce même adversaire, J. Merquey est cette fois-ci aligné sur le terrain en charnière au poste de demi d'ouverture avec son demi de mêlée et coéquipier Jean Dop. À Brisbane, l'équipe d'Australie prend sa revanche 23-11 alors qu'elle était menée 12-6 à la mi-temps.
Composition de l'équipe de France :
La belle se dispute à Sydney devant une affluence de 67 000 spectateurs. De cette rencontre, la France réalise le tour de force de s'imposer 35-14, il s'agit alors de la plus large défaite infligée à l'Australie qui plus est sur ses terres, elle n'avait par ailleurs jamais encaissé plus de 27 points (41 ans plus tôt par l'équipe d'Angleterre). Cette rencontre a un grand retentissement dans le monde du rugby à XIII ainsi qu'en Australie, nation qui ne pensait pas que son équipe puisse être autant dominée chez elle. J. Merquey, maintenu en demi d'ouverture, et ses coéquipiers sont alors salués par toute la presse. Il dispute l'ultime test contre la Nouvelle-Zélande, au poste de centre, mais est battu 16-15. Il se rend à l'hôpital à la suite de la rencontre pour une infection au bras sans gravité. La France sort toutefois grand vainqueur de cette tournée en comptant 21 victoires, 2 matchs nuls et 4 défaites seulement.
Le retour de l'équipe de France mi-septembre se déroule à Marseille où une foule considérable est venue acclamer les joueurs à la suite de cette tournée triomphale. Sous les yeux de milliers de spectateurs, J. Merquey et ses coéquipiers effectuent une tournée en voiture de la mairie à la Préfecture des Bouches-du-Rhône en empruntant la Canebière, l'allée Léon-Gambetta, chaque joueur dans une voiture décapotable. Ils sont reçus en mairie par le Ministre de l'Éducation nationale entre autres.

##### 1951-1952: Finale du Championnat de France et deuxième titre de Coupe d'Europe
Après cette tournée qui marque l'histoire du rugby à XIII français, Jacques Merquey retrouve le chemin du R.C. Marseille et repoussant d'une année sa réussite aux examens de pharmacie, ce décalage d'un an est pour lui « [sans regret] car un pareil voyage est une chance dans la vie ». Il est convoqué pour la première rencontre du XIII de France contre la sélection des « Autres Nationalités » constituée de joueurs de l'Empire britannique évoluant en Angleterre pour la première rencontre de la Coupe d'Europe des nations 1952. Cette première sortie post-tournée s'effectue ainsi à Hull devant plus de 30 000 spectateurs, la France attend une mi-temps pour se mettre dans la rencontre et est menée 9-4 à la fin de ce premier acte. Malgré un jeu plus équilibré en seconde période, la France a réagi trop tardivement pour s'imposer et s'incline 17-14. J. Merquey est cité comme l'un des meilleurs éléments français et ne voit pas sa place dans l'effectif remise en question pour la suite de la saison . La deuxième rencontre internationale se déroule le 25 novembre au stade Vélodrome face à l'Angleterre. La France compte sur Puig-Aubert pour les points et J. Merquey organisateur du jeu au poste de demi d'ouverture avec Jean Dop en charnière et accompagné de Joseph Crespo et Roger Guilhem aux arrières. Ce dernier est placé au centre pour laisser place à la charnière Merquey-Dop. La France renverse complètement l’Angleterre sur ce match en s'imposant par un score large de 42-13 avec dix essais inscrits dont un par J. Merquey, ce dernier est jugé par la presse dans « un rôle d'une admirable sobriété ».
Composition de l'équipe de France :
Le R.C. Marseille reste porté par J. Merquey, et celui-ci clôt l'année 1951 par une double confrontation contre la Nouvelle-Zélande venue pour sa tournée européenne avec au programme deux rencontres contre la France les 23 et 30 décembre 1951. La première rencontre au Parc des Princes devant une assistance de près 25 000 spectateurs qui voit la victoire française 8-3 avec un J. Merquey au centre au côté de Raymond Contrastin. Avec l'autre centre Joseph Crespo, J. Merquey forme une paire de centres considérée comme l'une des meilleures du monde et permettant à la France de battre toute sélection. Pour la deuxième rencontre, André Carrère remplace J. Crespo victime d'un lumbago, J. Merquey et ses partenaires s'imposent 17-7 à Bordeaux et clôt l'année sur cette performance. Le rugby à XIII a les honneurs de la presse puisque son coéquipier de l'équipe de France Puig-Aubert reçoit par le journal sportif référence français L'Équipe le titre de Champion des champions récompensant le sportif français ayant réalisé la meilleure performance au cours de l’année écoulée, notamment en raison de la tournée aux Antipodes.
En club, J. Merquey, malgré une condition physique moins performante que les mois précédents, prend une grande part active dans le beau parcours du club en Championnat en occupant la seconde place derrière l'A.S. Carcassonne. Ce dernier se présente cette année-là comme la meilleure. Pour preuve, leur opposition en huitième-de-finale de la Coupe de France en mars 1952 voyant la victoire carcassonnaise par un lourd score de 23-0. Cette méforme amène les sélectionneurs de l'équipe de France à laisser J. Merquey à la disposition de son club pour cette fin de saison, ce dernier rate ainsi la convocation en équipe de France pour l'ultime rencontre de la Coupe d'Europe contre le pays de Galles (victoire 20-12 permettant à la France et J. Merquey de remporter le titre).
Composition du R.C. Marseille  :
En demi-finale du Championnat de France face à l'U.S. Lyon-Villeurbanne, les Marseillais gagnent 34-13 dans une rencontre où les Lyonnais durent évoluer à 11 après les blessures de Sabeyrac tôt dans la rencontre et de Robert Lucia à la 15e minute. Opposés à l'A.S. Carcassonne en finale organisé le 18 mai 1952 au stade Chapou à Toulouse, le R.C. Marseille mène 6-0 et semble contrôler la rencontre lorsqu'à la 34e minute une passe de J. Merquey interceptait par Grasseau permit aux Carcassonnais de recoler 6-5 à la mi-temps. La seconde période laisse la place à un duel acharné et équilibré, l'A.S. Carcassonne mène tout d'abord 7-6 à la suite d'un drop de Gilbert Benausse puis s'envole au score dans les dix dernières minutes pour s'imposer 18-6. Cette fin de saison laisse des traces et J. Merquey renonce à la rencontre de prestige contre les Lions Britanniques au parc des Princes.

##### 1952-1953: Ultime saison de Jacques Merquey au R.C. Marseille
En cette rentrée de Championnat de France 1952-1953, Jacques Merquey retarde son intégration dans l'équipe marseillaise, entraîné par Guy Vassal, et obtient l'autorisation de ne rentrer qu'en octobre pour passer son examen de pharmacie.

### Suite de sa carrière
Il s'y construit un grand palmarès, prenant part à la première tournée du XIII de France en Australie et Nouvelle-Zélande, puis, à celle de 1955 (il sera capitaine) ainsi qu'aux Coupes du Monde de 1954, 1957 et 1960. En club, il joue pour Marseille, Avignon et Villeneuve-sur-Lot remportant deux fois le Championnat de France en 1959 et 1964, et deux fois la Coupe de France en 1955 et 1956.

## Palmarès

### Rugby à XV

#### Détails en sélection
| Matchs internationaux de Jacques Merquey | Matchs internationaux de Jacques Merquey | Matchs internationaux de Jacques Merquey | Matchs internationaux de Jacques Merquey | Matchs internationaux de Jacques Merquey | Matchs internationaux de Jacques Merquey | Matchs internationaux de Jacques Merquey | Matchs internationaux de Jacques Merquey | Matchs internationaux de Jacques Merquey | Matchs internationaux de Jacques Merquey | Matchs internationaux de Jacques Merquey |
|                                          | Date                                     | Adversaire                               | Résultat                                 | Compétition                              | Poste                                    | Points                                   | Essais                                   | Pen.                                     | Drops                                    |                                          |
| ---------------------------------------- | ---------------------------------------- | ---------------------------------------- | ---------------------------------------- | ---------------------------------------- | ---------------------------------------- | ---------------------------------------- | ---------------------------------------- | ---------------------------------------- | ---------------------------------------- | ---------------------------------------- |
| sous les couleurs de la France           |                                          |                                          |                                          |                                          |                                          |                                          |                                          |                                          |                                          |                                          |
| 1.                                       | 14 janvier 1950                          | Écosse                                   | 5-8                                      | Cinq Nations                             | Centre                                   | 3                                        | 1                                        | -                                        | -                                        |                                          |
| 2.                                       | 28 janvier 1950                          | Irlande                                  | 3-3                                      | Cinq Nations                             | Centre                                   | -                                        | -                                        | -                                        | -                                        |                                          |
| 3.                                       | 25 février 1950                          | Angleterre                               | 6-3                                      | Cinq Nations                             | Centre                                   | -                                        | -                                        | -                                        | -                                        |                                          |
| 4.                                       | 25 mars 1950                             | Pays de Galles                           | 0-21                                     | Cinq Nations                             | Centre                                   | -                                        | -                                        | -                                        | -                                        |                                          |

#### Statistiques en club
| Saison  | Saison          | Championnat                  | Championnat    | Coupe           | Coupe   | Sélection | Sélection | Sélection | Sélection | Sélection | Sélection | Sélection |
| Saison  | Saison          | Comp.                        | Class.         | Comp.           | Class.  | Comp.     | M         | Pts       | Ess.      | Buts      | Dp.       |           |
| ------- | --------------- | ---------------------------- | -------------- | --------------- | ------- | --------- | --------- | --------- | --------- | --------- | --------- | --------- |
| 1948-49 | Stade cadurcien | Champ. de France 3e division |                | Coupe de France | 2e tour |           |           |           |           |           |           |           |
| 1949-50 | RC Toulon       | Championnat de France        | 1/16 de finale | Coupe de France |         | CN        | 4         | 4         | 1         | -         | -         |           |

### Rugby à XIII

#### Palmarès
- Collectif :
- Vainqueur de Coupe d'Europe des nations : 1951 et 1952 (France).
- Vainqueur du Championnat de France : 1959 et 1964 (Villeneuve-sur-Lot).
- Vainqueur de la Coupe de France : 1955 et 1956 (Avignon).
- Finaliste de la Coupe du monde : 1954 (France).
- Finaliste du Championnat de France : 1957 (Avignon) et 1962 (Villeneuve-sur-Lot).
- Finaliste de la Coupe de France : 1958 (Avignon).

#### Coupe du monde
| Édition         | Rang      | Résultats France | Résultats Merquey | Matchs Merquey |
| --------------- | --------- | ---------------- | ----------------- | -------------- |
| France 1954     | Finaliste | 2 v, 1 n, 1 d    | 2 v, 1 n, 1 d     | 4/4            |
| Australie 1957  | Quatrième | 1 v, 0 n, 3 d    | 1 v, 0 n, 1 d     | 2/4            |
| Angleterre 1960 | Quatrième | 0 v, 0 n, 3 d    | 0 v, 0 n, 2 d     | 2/3            |

Légende : v = victoire ; n = match nul ; d = défaite.

#### Coupe d'Europe des nations
| Édition | Rang | Résultats France | Résultats Merquey | Matchs Merquey |
| ------- | ---- | ---------------- | ----------------- | -------------- |
| 1951    | 1er  | 2 v 0 n 1 d      | 1 v 0 n 0 d       | 1/3            |
| 1952    | 1er  | 2 v 0 n 1 d      | 1 v 0 n 1 d       | 2/3            |
| 1953    | 4e   | 0 v 0 n 3 d      | 0 v 0 n 1 d       | 1/3            |
| 1954    | 3e   | 1 v 0 n 2 d      | 0 v 0 n 1 d       | 1/3            |

#### Détails en sélection
| 1.  | 15 avril 1951     | Pays de Galles      | 28-13 | Coupe d'Europe | Centre           | - | - | - | - |
| 2.  | 11 juin 1951      | Australie           | 26-15 | Tournée        | Centre           | - | - | - | - |
| 3.  | 30 juin 1951      | Australie           | 11-23 | Tournée        | Demi d'ouverture | 3 | 1 | - | - |
| 4.  | 21 juillet 1951   | Australie           | 35-14 | Tournée        | Centre           | - | - | - | - |
| 5.  | 4 août 1951       | Nouvelle-Zélande    | 15-16 | Tournée        | Centre           | - | - | - | - |
| 6.  | 3 novembre 1951   | Autres Nationalités | 14-17 | Coupe d'Europe | Centre           | - | - | - | - |
| 7.  | 25 novembre 1951  | Angleterre          | 42-13 | Coupe d'Europe | Demi d'ouverture | 3 | 1 | - | - |
| 8.  | 23 décembre 1951  | Nouvelle-Zélande    | 8-3   | Test-match     | Centre           | - | - | - | - |
| 9.  | 30 décembre 1951  | Nouvelle-Zélande    | 17-7  | Test-match     | Centre           | - | - | - | - |
| 10. | 23 novembre 1952  | Autres Nationalités | 10-29 | Coupe d'Europe | Centre           | 6 | 2 | - | - |
| 11. | 18 octobre 1953   | Autres Nationalités | 10-15 | Coupe d'Europe | Centre           | - | - | - | - |
| 12. | 7 avril 1954      | Grande-Bretagne     | 8-17  | Test-match     | Centre           | - | - | - | - |
| 13. | 30 octobre 1954   | Nouvelle-Zélande    | 22-13 | Coupe du monde | Centre           | - | - | - | - |
| 14. | 7 novembre 1954   | Grande-Bretagne     | 13-13 | Coupe du monde | Centre           | - | - | - | - |
| 15. | 11 novembre 1954  | Australie           | 15-5  | Coupe du monde | Centre           | 3 | 1 | - | - |
| 16. | 13 novembre 1954  | Grande-Bretagne     | 12-16 | Coupe du monde | Centre           | - | - | - | - |
| 17. | 11 juin 1955      | Australie           | 8-20  | Tournée        | Centre           | - | - | - | - |
| 18. | 2 juillet 1955    | Australie           | 29-28 | Tournée        | Centre           | 6 | 2 | - | - |
| 19. | 23 juillet 1955   | Australie           | 8-5   | Tournée        | Centre           | - | - | - | - |
| 20. | 6 août 1955       | Nouvelle-Zélande    | 19-9  | Tournée        | Centre           | 6 | 2 | - | - |
| 21. | 13 août 1955      | Nouvelle-Zélande    | 1-11  | Tournée        | Centre           | - | - | - | - |
| 22. | 11 décembre 1955  | Grande-Bretagne     | 17-5  | Test-match     | Centre           | - | - | - | - |
| 23. | 15 janvier 1956   | Nouvelle-Zélande    | 22-31 | Test-match     | Centre           | 3 | 1 | - | - |
| 24. | 21 janvier 1956   | Nouvelle-Zélande    | 24-3  | Test-match     | Centre           | 3 | 1 | - | - |
| 25. | 11 avril 1956     | Grande-Bretagne     | 10-18 | Test-match     | Centre           | - | - | - | - |
| 26. | 1er novembre 1956 | Australie           | 8-15  | Test-match     | Centre           | 3 | 1 | - | - |
| 27. | 13 janvier 1957   | Australie           | 21-25 | Test-match     | Demi d'ouverture | 3 | 1 | - | - |
| 28. | 26 janvier 1957   | Grande-Bretagne     | 12-45 | Test-match     | Centre           | 3 | 1 | - | - |
| 29. | 3 mars 1957       | Grande-Bretagne     | 19-19 | Test-match     | Centre           | 3 | 1 | - | - |
| 30. | 10 avril 1957     | Grande-Bretagne     | 14-29 | Test-match     | Centre           | 3 | 1 | - | - |
| 31. | 15 juin 1957      | Grande-Bretagne     | 5-23  | Coupe du monde | Centre           | 3 | 1 | - | - |
| 32. | 17 juin 1957      | Nouvelle-Zélande    | 14-10 | Coupe du monde | Centre           | - | - | - | - |
| 33. | 3 novembre 1957   | Grande-Bretagne     | 14-25 | Test-match     | Centre           | - | - | - | - |
| 34. | 31 octobre 1959   | Australie           | 19-20 | Test-match     | Centre           | - | - | - | - |
| 35. | 24 septembre 1960 | Australie           | 12-13 | Coupe du monde | Demi d'ouverture | - | - | - | - |
| 36. | 1er octobre 1960  | Grande-Bretagne     | 7-33  | Coupe du monde | Demi d'ouverture | - | - | - | - |
| 37. | 8 octobre 1960    | Nouvelle-Zélande    | 0-9   | Test-match     | Demi d'ouverture | - | - | - | - |
| 38. | 13 octobre 1960   | Nouvelle-Zélande    | 22-11 | Test-match     | Demi d'ouverture | - | - | - | - |

#### Détails en club
| Saison    | Saison                 | Championnat           | Championnat | Coupe           | Coupe      | Sélection | Sélection | Sélection | Sélection | Sélection | Sélection | Sélection |
| Saison    | Saison                 | Comp.                 | Class.      | Comp.           | Class.     | Comp.     | M         | Pts       | Ess.      | Buts      | Dp.       |           |
| --------- | ---------------------- | --------------------- | ----------- | --------------- | ---------- | --------- | --------- | --------- | --------- | --------- | --------- | --------- |
| 1950-1951 | RC Marseille           | Championnat de France | 1/2 finale  | Coupe de France | 1/4 finale | TO/CE     | 5         | 3         | 1         | -         | -         |           |
| 1951-1952 | RC Marseille           | Championnat de France | Finaliste   | Coupe de France | 1/8 finale | CE        | 4         | 3         | 1         | -         | -         |           |
| 1952-1953 | RC Marseille           | Championnat de France | 1/2 finale  | Coupe de France | 1/8 finale | CE        | 1         | 6         | 2         | -         | -         |           |
| 1953-1954 | SO Avignon             | Championnat de France | 6e          | Coupe de France | 1/4 finale | CE        | 2         | -         | -         | -         | -         |           |
| 1954-1955 | SO Avignon             | Championnat de France | 1/2 finale  | Coupe de France | Vainqueur  | CM/TO     | 9         | 15        | 5         | -         | -         |           |
| 1955-1956 | SO Avignon             | Championnat de France | 1/2 finale  | Coupe de France | Vainqueur  |           | 4         | 6         | 2         | -         | -         |           |
| 1956-1957 | SO Avignon             | Championnat de France | Finaliste   | Coupe de France | 1/2 finale | CM        | 7         | 18        | 6         | -         | -         |           |
| 1957-1958 | Bataillon de Joinville | Championnat de France | 6e          | Coupe de France | 1/4 finale |           | 1         | -         | -         | -         | -         |           |
| 1958-1959 | US Villeneuve          | Championnat de France | Vainqueur   | Coupe de France | 1/4 finale |           |           |           |           |           |           |           |
| 1959-1960 | US Villeneuve          | Championnat de France | 1/2 finale  | Coupe de France | 1/2 finale |           | 1         | -         | -         | -         | -         |           |
| 1960-1961 | US Villeneuve          | Championnat de France | 1/2 finale  | Coupe de France | 1/8 finale | CM        | 4         | -         | -         | -         | -         |           |
| 1961-1962 | US Villeneuve          | Championnat de France | Finaliste   | Coupe de France | 1/8 finale |           |           |           |           |           |           |           |
| 1962-1963 | US Villeneuve          | Championnat de France | 1/4 finale  | Coupe de France | 1/8 finale |           |           |           |           |           |           |           |
| 1963-1964 | US Villeneuve          | Championnat de France | Vainqueur   | Coupe de France | Vainqueur  |           |           |           |           |           |           |           |

## Postérité
Une rue de Souillac porte son nom de son vivant.